# Georges Dardel

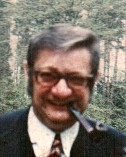
Georges Dardel (1970er Jahre)

Georges Dardel (* 13. April 1919 in Valletot, Département Eure; † 1. Oktober 1982 in Crans-Montana) war ein französischer Politiker.
Dardel arbeitete zunächst bei der staatlichen französischen Eisenbahngesellschaft SNCF. 1938 gehörte er zu den Gründern der Parti socialiste ouvrier et paysan, später trat er der Section française de l’Internationale ouvrière bei.
Von 1948 bis 1969 war Dardel Bürgermeister der Stadt Puteaux. 1958 wurde Dardel für das Département Seine in den Senat gewählt, von 1959 bis 1965 war er zudem Präsident des Generalrats des Départements. Von 1960 bis 1962 amtierte er als Präsident der Europäischen Kommunalkonferenz. Nach der Aufteilung des Départements Seine war er von 1969 bis 1977 für das neue Département Hauts-de-Seine Senator. Nach 1977 ging er in den Ruhestand und lebte in der Schweiz. 

## Ehrungen
- 1958: Großes Verdienstkreuz der Bundesrepublik Deutschland.[2]